# Хёнштедт
Хёнштедт (нем. Höhnstedt) — община в Германии, в земле Саксония-Анхальт. 
Входит в состав района Заале. Подчиняется управлению Вюрде/Зальца.  Население составляет 1584 человека (на 31 декабря 2006 года). Занимает площадь 14,05 км².